# فريتز فرايدل
فريتز فرايدل (بالألمانية: Frederic Friedel)‏ هو كاتب وصحفي ألماني، ولد في 1945.